# AFL Division 1 2023
Die AFL Division 1 2023 war die 37. Spielzeit der zweithöchsten österreichischen Spielklasse der Männer im American Football.

## Teams
Conference A
- Danube Dragons 2 (Wien)
- Fehérvár Enthroners (Székesfehérvár, Ungarn; Titelverteidiger)
- Red Tigers (Wien; Aufsteiger, zuvor Vienna Warlords)
- St. Pölten Invaders
- Vienna Knights (Wien)

Conference B
- Amstetten Thunder
- Carinthian Lions (Klagenfurt)
- Hohenems Blue Devils
- Upper Styrian Rhinos (Oberaich; Aufsteiger)
- Schwaz Hammers

## Grunddurchgang

### Spiele
| Conference A        | DRA   | ENT   | TIG   | INV   | KNI   |
| ------------------- | ----- | ----- | ----- | ----- | ----- |
| Danube Dragons 2    |       | 20:15 | 12:37 | 00:41 | 00:44 |
| Fehérvár Enthroners | 18:00 |       | 07:39 | 19:33 | 00:51 |
| Red Tigers          | 50:70 | 44:00 |       | 07:25 | 25.70 |
| St. Pölten Invaders | 8:0   |       | 13:14 |       | 21:18 |
| Vienna Knights      | 26:00 | 49:00 | 31:30 | 24:70 |       |

| Conference B         | THU   | LIO   | DEV   | RHI   | HAM   |
| -------------------- | ----- | ----- | ----- | ----- | ----- |
| Amstetten Thunder    |       | 34:20 | 24:20 | 37:00 | 20:00 |
| Carinthian Lions     | 34:51 |       | 14:28 | 20:19 | 44:25 |
| Hohenems Blue Devils | 16:24 | 56:49 |       | 35:00 | 21:17 |
| Upper Styrian Rhinos | 00:40 | 07:44 | 00:42 |       | 16:13 |
| Schwaz Hammers       | 13:29 | 14:17 | 12:29 | 16:14 |       |

Quelle

### Tabellen
| Conference A |                     |    |   |   |   |       |      |      |      |
|              | Team                | Sp | S | U | N | SQ    | P35+ | P35− | Diff |
| 1            | Vienna Knights      | 8  | 6 | 0 | 2 | 0,750 | 210  | 056  | +154 |
| 2            | St. Pölten Invaders | 8  | 6 | 0 | 2 | 0,750 | 177  | 082  | 1+95 |
| 3            | Red Tigers          | 8  | 6 | 0 | 2 | 0,750 | 202  | 092  | +110 |
| 4            | Fehérvár Enthroners | 8  | 1 | 0 | 7 | 0,125 | 059  | 232  | −173 |
| 5            | Danube Dragons 2    | 8  | 1 | 0 | 7 | 0,125 | 039  | 225  | −186 |

| Conference B |                      |    |   |   |   |       |      |      |      |
|              | Team                 | Sp | S | U | N | SQ    | P35+ | P35− | Diff |
| 1            | Amstetten Thunder    | 8  | 8 | 0 | 0 | 1,000 | 252  | 103  | +149 |
| 2            | Hohenems Blue Devils | 8  | 6 | 0 | 2 | 0,750 | 240  | 140  | +100 |
| 3            | Carinthian Lions     | 8  | 4 | 0 | 4 | 0,500 | 240  | 234  | 10+6 |
| 4            | Upper Styrian Rhinos | 8  | 1 | 0 | 7 | 0,125 | 056  | 231  | −175 |
| 5            | Schwaz Hammers       | 8  | 1 | 0 | 7 | 0,125 | 110  | 190  | 1−80 |

Legende: Sp = Spiele, S = Siege, U = Unentschieden, N = Niederlagen, SQ = Siegquote,
P35+= erzielte Punkte (max. 35 mehr als gegnerische), P35− = zugelassene Punkte (max. 35 mehr als eigene), Diff = Differenz
Bei gleicher Pct zweier Teams zählt der direkte Vergleich
 Play-offs mit Heimrecht,  Play-offs,  Relegation
Quelle:

### Play-offs
|  | Halbfinale | Halbfinale           | Halbfinale |  |  | Silver Bowl | Silver Bowl       | Silver Bowl |
|  |            |                      |            |  |  |             |                   |             |
|  |            |                      |            |  |  |             |                   |             |
|  | A1         | Vienna Knights       | 27         |  |  |             |                   |             |
|  | B2         | Hohenems Blue Devils | 21         |  |  |             |                   |             |
|  |            |                      |            |  |  | A1          | Vienna Knights    | 20          |
|  |            |                      |            |  |  | B1          | Amstetten Thunder | 16          |
|  | B1         | Amstetten Thunder    | 38         |  |  |             |                   |             |
|  | A2         | St. Pölten Invaders  | 13         |  |  |             |                   |             |
|  |            |                      |            |  |  |             |                   |             |

## Niederklassigere Ligen

### Division Two

#### Teams
- AFC Blue Hawks (Schönfeld)
- BSK Ravens (Bischofshofen, Aufsteiger)
- Carnuntum Legionaries (Schwadorf)
- Ebenfurth Mustangs (Aufsteiger)
- Gmunden Rams
- Huskies Wels (Aufsteiger)
- Pannonia Eagles (Baumgarten)
- Styrian Reavers (Tillmitsch)
- Gladiators Ried
- Weinviertel Spartans (Mistelbach)

#### Iron Bowl
|                                   |                       |  |                 |                          |            |  |  |
|                                   | Ragnitz 22. Juli 2023 |  | Styrian Reavers | \| \| 16 : 8 \| \| \| \| | Blue Hawks |  |  |
| (7:0, 9:0, 0:0, 0:8) Spielbericht | Ragnitz 22. Juli 2023 |  | Styrian Reavers |                          | Blue Hawks |  |  |
|                                   | 16 : 8                |  |                 |                          |            |  |  |
|                                   |                       |  |                 |                          |            |  |  |

### Division Three

#### Teams
- AFC Grizzlies (Stockerau)
- Blackvalley Wild (Gloggnitz)
- Goldwörth Raccoons (neu)
- Klosterneuburg Broncos
- Mostviertel Bastards (Ybbs)
- Steyr Predators
- Styrian Panthers (Hönigsberg)
- Swarco Raiders Tirol Division Team (Innsbruck, neu)
- Telfs Patriots II (neu)
- Dacia Vikings Division Team (Wien, neu)

#### Challenge Bowl
|                                    |                         |  |                             |                          |               |  |  |
|                                    | Stockerau 22. Juli 2023 |  | Dacia Vikings Division Team | \| \| 21 : 7 \| \| \| \| | AFC Grizzlies |  |  |
| (0:7, 0:0, 7:0, 14:0) Spielbericht | Stockerau 22. Juli 2023 |  | Dacia Vikings Division Team |                          | AFC Grizzlies |  |  |
|                                    | 21 : 7                  |  |                             |                          |               |  |  |
|                                    |                         |  |                             |                          |               |  |  |